# 山本旗郎
山本 旗郎（やまもと はたろう、? - 1870年3月25日（明治3年2月24日））は、江戸時代末期（幕末）の土佐藩士。
1867年（慶応3年）京都鴨川松原河原にて、水戸藩京師警衛指揮役住谷寅之介を暗殺するが、1870年（明治3年）、住谷の長男七之允・次男忠次郎らによって東京神田筋違見附で仇討ちされた。1873年（明治6年）2月7月に仇討ちが禁止される前の、合法的な仇討ちである。
なお、武熊武編『水戸藩末史料』(1902)によれば、「山本旗太郎」と記録する。住谷殺害時には何者の所業か不明であったことと、帯刀類が奪われていたことを伝えるが、後日判明して復讐（仇討ち）が行なわれたとする。

## フィクション
この一連の暗殺や仇討ちは、後に演劇など創作作品として脚色を交えて描かれた。
1873年（明治6年）2月、京都寺町通の四条道場で上演された、実伝演劇『八阪神事宵宮賑』。その原作者・佐橋長三郎により京都で出版された『八阪神事宵宮賑　初編』(1879)。浪曲師・広沢当一の『明治曽我炭谷虎之助』『明治曽我筋違御門仇討』(1911)。司馬遼太郎の短編小説「祇園囃子」（小説『幕末』に収録）がある。